# João Gonçalves Zarco

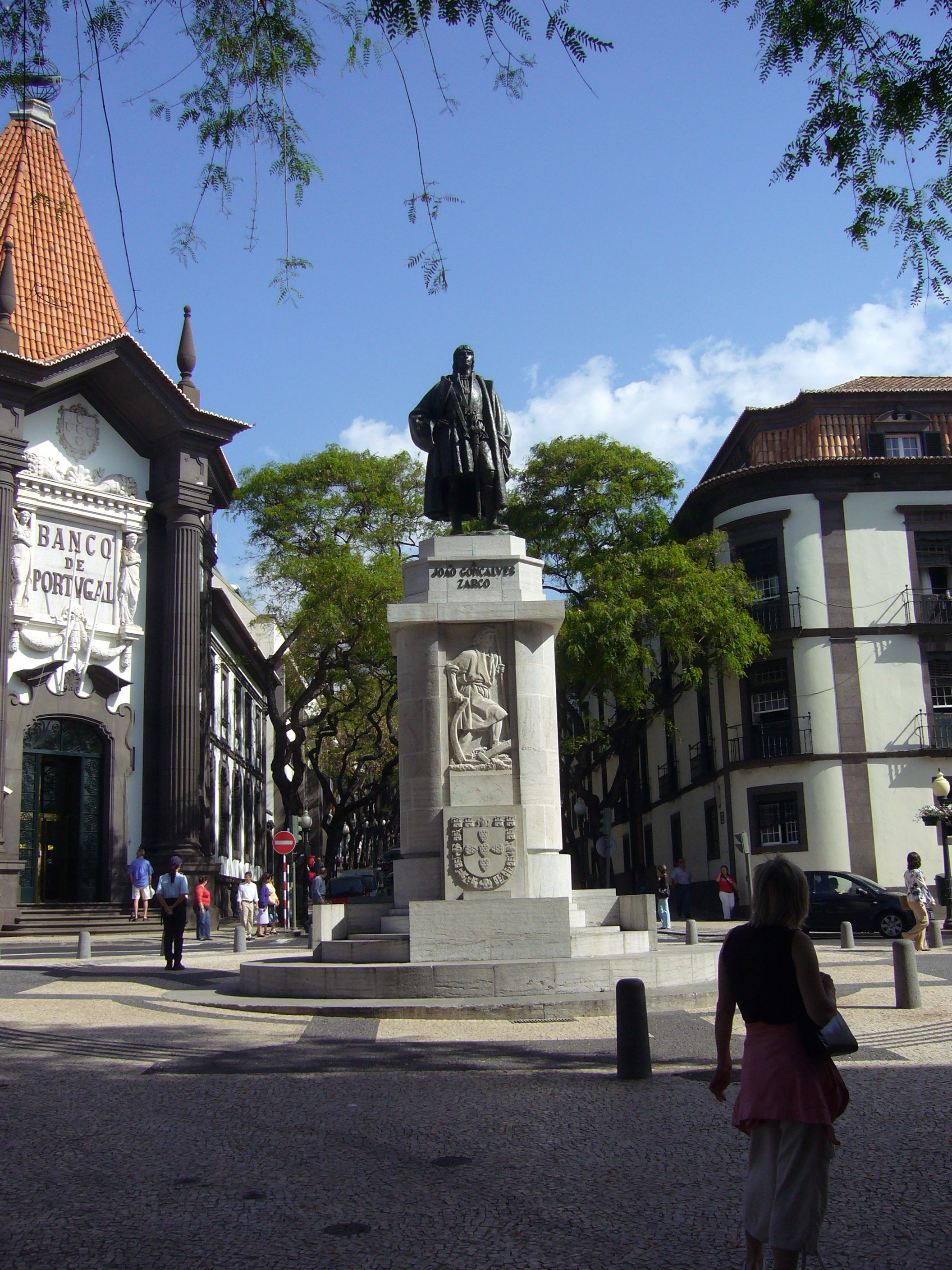
Statue de Zarco à Funchal

João Gonçalves Zarco da Câmara (vers 1390 - 21 novembre 1471) fut un navigateur et explorateur portugais du XVe siècle, chevalier de l'Ordre du Christ de la Maison de Henri le Navigateur.

## Biographie
Capitaine de caravelles, il aborde en 1419 l'île de Porto-Santo avec Tristão Vaz Teixeira .
L'année suivante (1420), il aborde l'île de Madère. En 1425, il entreprend la colonisation de l'île, alors déserte et couverte de forêts, et fonde Funchal et Machico. L'île de Madère ayant été divisée en deux parties, Zarco est nommé capitaine-gouverneur de celle de Funchal, celle de Machico étant dévolue à Tristão Vaz Teixeira. Pour sa part, Bartolomeu Perestrelo devient gouverneur de Porto-Santo. 
Ces voyages ouvrent la période des grandes découvertes et débutent la constitution de l'empire colonial portugais.
Bien que João Gonçalves Zarco soit l’un des grands navigateurs portugais, il n’a pas encore de biographe en français. Sa vie et ses découvertes de Porto Santo et de Madère sont cependant largement évoquées dans le roman d’Arkan Simaan (L’Écuyer d’Henri le Navigateur).
En 1437, Zarco est anobli par le prince Henri.